# Жорж (премия)
«Жорж» — российская народная кинопремия некоммерческого характера, основанная на голосовании кинозрителей, а не специалистов киноиндустрии. Учреждена в 2005 году киножурналистами и блогерами.
По мнению сайта «Кинопоиск», это первая и самая значительная российская интернет-кинопремия, выросшая из блогерских посиделок до полноценной церемонии награждения, которую посещают звёзды российского кино и представители кинопрокатных компаний.
В 2012 году премия «Жорж» вошла в пятёрку лучших российских кинопремий по мнению журналистов, принявших участие в опросе журнала «Кинопроцесс».
В 2014 году организаторы задумались о смене названия и объявили конкурс на новое название кинопремии. Тройка лидеров распределилась следующим образом: «Жорж» — 32 %, «Российская народная кинопремия» — 18 %, «Киноматрёшка» — 14 %.

## История создания

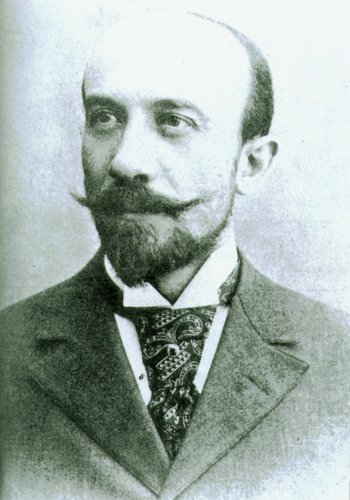
Жорж Мельес.

Изначально премия существовала как очередное голосование в сообществе «kinoclub». После первых итогов голосования блогерами было решено создать народную кинопремию, аналогичную американской «People's Choice Awards». В том же году был придуман главный приз премии — матрёшка. Премия названа в честь одного из основоположников мирового кинематографа, французского предпринимателя в области кинопроизводства Жоржа Мельеса.
Премия создавалась с целью дать возможность простым зрителям проголосовать за любимый фильм или актёра. Негласно премия стала мостом между обычными зрителями и кинопроизводителями, позволяющим последним лучше узнавать реакцию зрителей на свои работы.

## Голосование
Голосование проходит в два этапа. Сначала голосующие указывают своих претендентов в каждой номинации. По каждой из них можно предложить несколько вариантов, но с одним условием: фильмы должны были выходить в российский прокат в течение года. Изначально вариантов было три, но с 2010 года можно называть пять. После чего формируется шорт-лист и начинается второй этап, когда всем желающим предоставляется возможность выбрать победителя из пяти финалистов во всех категориях. Голосование проходит в следующих номинациях: «Лучший развлекательный фильм» (2005), «Лучший независимый фильм» (2005), «Лучший отечественный фильм (2005)», «Лучший актёр» (2005), «Лучшая актриса» (2005), «Лучшее высокобюджетное/зрелищное кино» (2006), «Лучшее низкобюджетное кино/арт-хаус» (2006), «Лучшее кино России и СНГ» (2006), «Лучший высокобюджетный/зрелищный фильм» (с 2007 года), «Лучший низкобюджетный/артхаусный фильм» (с 2007 года), «Лучший российский фильм» (с 2007 года), «Лучший зарубежный актёр» (с 2007 года), «Лучшая зарубежная актриса» (с 2007 года), «Лучший российский актёр» (с 2007 года), «Лучшая российская актриса» (с 2007 года), «Лучший анимационный фильм» (с 2008 года), «Самый обсуждаемый фильм в рунете» (специальный приз от организаторов премии) (с 2009 года), «Просто самый лучший» (специальный приз от организаторов премии) (с 2009 года), «Говно года» (2011, 2012 год).
2014 год для кинопремии — юбилей, по такому случаю организаторами было подготовлено несколько нововведений. Первое — в честь 10-летия голосование в каждом из этапов продлилось с 10 по 10 число. Отборочный этап проходил с 10 января по 10 февраля. Он, по традиции, самый ответственный и масштабный: необходимо выбрать фильмы и актёров прошлого года.
Второе нововведение — новые номинации: теперь можно голосовать и за сериалы года (российские и зарубежные), официально выходившие в эфир на российских телеканалах и показанные в онлайн-кинотеатрах, а также выбрать героя, злодея и дуэт года (также российский и зарубежный).
Третье нововведение — выбор актеров десятилетия. В честь юбилея народного голосования были составлены списки всех актёров, попадавших в шорт-листы премии «Жорж». Голосование в этих номинациях проходило с 10 января по 10 марта.

## Церемония

##### 2007
В 2007 году премия вышла за рамки интернет-голосования. Было принято решение организовать полноценную церемонию награждения, которая состоялась 13 марта в московском клубе «Билингва». Генеральным партнёром премии был кинопортал «Кинопоиск».

#### 2009
В 2009 году в Москве состоялась вторая церемония награждения — она прошла 15 апреля в клубе «IKRA». Её гостями стали представители прокатных компаний, знаменитый режиссёр-аниматор Гарри Бардин, режиссёры Павел Санаев и Федор Бондарчук, актеры Петр Федоров, Юлия Снигирь, Михаил Евланов и другие. Западные лауреаты по понятным причинам на церемонии не присутствовали, однако в мае 2009 года редактор портала КиноПоиск Татьяна Шорохова общалась с Кристианом Бейлом в Париже и передала ему «Жоржа» как Лучшему зарубежному актеру 2008 года.

#### 2010
Церемония награждения «Жорж 2010» состоялась 31 марта 2010 года в Москве в большом зале кинотеатра «35 mm». Она проходила по принципу «кинорынка для зрителей»: прокатные компании, получая призы, представляли зрителям эксклюзивные трейлеры или фрагменты из фильмов, которые только готовятся к выходу на экран. Гостями церемонии помимо представителей компаний-прокатчиков стали актеры Екатерина Гусева, Алексей Франдетти, Кирилл Плетнев, Павел Прилучный, Алексей Бардуков, режиссёр Павел Санаев, продюсер Дмитрий Рудовский и многие другие. Западные лауреаты получили свои призы по почте, однако по сложившейся доброй традиции портал КиноПоиск снова сумел передать один приз лично в руки: главный редактор портала Михаил Клочков встретился с Джонни Деппом в Париже и вручил ему почетный приз «Просто самый лучший».

#### 2011
Церемония награждения «Жорж 2011» состоялась 10 апреля 2011 года в московском арт-кафе «Дуровъ». На сей раз церемония обрела профессиональных ведущих в лице актеров Алексея Франдетти и Екатерины Вилковой. Алексей также выступил автором сценария церемонии, а музыку к ней написал композитор Иван Бурляев. Прокатные компании, получавшие призы за западных лауреатов, снова представили зрителям эксклюзивные материалы из фильмов, которые только готовились к выходу на экран. Церемонию «Жорж 2011» также можно отметить тем, что на неё пришли практически все российские лауреаты: от «Квартета И» до Нонны Гришаевой. Призы лауреатам вручали актеры Анастасия Макеева, Илья Глинников, Рената Пиотровски, Дмитрий Шаракоис, Агния Кузнецова, Ингрид Олеринская, Петр Федоров, Евгений Ткачук, актеры дубляжа Прохор Чеховской и Мария Иващенко, режиссёры Павел Санаев, Андрей Кавун, Дмитрий Киселев.

#### 2012
В 2012 году премия «Жорж» претерпела небольшие, но важные изменения. Она избавилась от слова «интернет» в названии и стала просто Российской народной кинопремией, окончательно выйдя за рамки какой-то одной социальной сети и блогерской премии.
Церемония награждения «Жорж 2012» состоялась 15 апреля 2012 года в московском клубе «P!PL». Помимо бессменного Алексея Франдетти её ведущими стали актрисы Светлана Иванова, Анна Шерлинг и Валерия Ланская. На церемонии традиционно были показаны фрагменты из грядущих прокатных картин, а также состоялись премьеры трейлеров к фильмам «Метро» и «Президент Линкольн: Охотник на вампиров». Среди гостей и вручающих призы были актеры Рената Пиотровски, Софья Ская, Нонна Гришаева, Прохор Чеховской, «Квартет И», режиссёры Александр Котт и Лео Габриадзе, а также супервайзер визуальных эффектов Арман Яхин, актёр и режиссёр Андрей Смирнов, продюсер Александр Роднянский и режиссёр, продюсер и актёр Фёдор Бондарчук.

#### 2013
Церемония награждения «Жорж 2013» состоялась 12 апреля 2013 года снова в клубе «P!PL». В честь Дня космонавтики церемония была посвящена космическим фильмам: среди гостей ходили представители международной благотворительной волонтерской организации «501 легион» в костюмах героев из «Звездных войн», а ведущие церемонии актеры Алексей Франдетти и Валерия Ланская предстали перед зрителями в образах Спока из «Стартрека» и принцессы Леи из «Звездных войн». Перед началом церемонии космический музыкальный фон создал музыкант Ян Филяровский с двумя проектами — YAN Project и PULVER band в дуэте с Екатериной Титовой. Также на церемонии прозвучала композиция «Skyfall» в живом исполнении Дарии Русановой — на видеоэкране в это же время были представлены новые номинации, по которым будет проходить народное голосование в следующем году. На церемонии традиционно были показаны фрагменты из грядущих прокатных картин: сенсацией стали 8 минут фильма «Вий 3D». Среди гостей и вручающих призы были актеры Иван Охлобыстин, Кристина Асмус, Рената Пиотровски, Илья Глинников, Павел Прилучный, Владимир Зеленский, Гарик Харламов, Лянка Грыу, Лиза Арзамасова, Прохор Чеховской, продюсер Игорь Угольников, режиссёр Александр Котт. 10 апреля Москву посетил Роберт Дауни младший с пресс-туром «Железного человека 3», во время которого получил сразу два своих «Жоржа» — за 2012 и 2013 годы.

#### 2014
Десятая юбилейная церемония награждения «Жорж 2014» состоялась в День космонавтики 12 апреля в московском клубе Megapolis Art Center. Героями вечера стали генеральный директор «Каро Премьер» Алексей Рязанцев, регулярно получавший премии за фильмы и актеров студии Warner Bros., представителем которой является «Каро», а также Николай Лебедев, режиссёр картины «Легенда № 17», получившей максимальное количество призов среди отечественных номинантов. Главным сюрпризом церемонии был приезд народного актера десятилетия Константина Хабенского, застрявшего в пробках, но все-таки успевшего к финалу.
По традиционной оранжевой дорожке прошли такие деятели кино-искусства, как Гарри Бардин, Константин Хабенский, Настасья Самбурская, Михаил Галустян, Елена Валюшкина, Илья Глинников, Лиза Арзамасова, Евгений Цыганов и прочие. Российским героем года стал Валерий Харламов, которого сыграл Данила Козловский. Он и Владимир Меньшов, не смогли присутствовать, но записали видео-обращение к гостям церемонии.

## Приз
Первоначальный дизайн приза в виде матрёшки был разработан художницей Натальей Петровой.
С 2012 года вручается обновленная матрёшка с подсветкой, разработанная и выполненная художниками Денисом Петровым и Олегом Филатчевым при участии Хрустального Дома Бахметьевых.

## Победители

### 2005
- Лучший развлекательный фильм — «Шрек 2»
- Лучший независимый фильм — «Трудности перевода»
- Лучший отечественный фильм — «Богиня: Как я полюбила»
- Лучший актёр — Джонни Депп («Тайное окно»)
- Лучшая актриса — Ума Турман («Убить Билла 2»)

### 2006
- Лучшее высокобюджетное/зрелищное кино — «Город грехов»
- Лучшее низкобюджетное кино/арт-хаус — «Сломанные цветы»
- Лучшее кино России и СНГ — «Дневной дозор»
- Лучший актёр — Джонни Депп («Чарли и шоколадная фабрика», «Волшебная страна»)
- Лучшая актриса — Анджелина Джоли («Мистер и миссис Смит»)

### 2007
- Лучший высокобюджетный/зрелищный фильм — «Пираты Карибского моря: Сундук мертвеца»
- Лучший низкобюджетный/артхаусный фильм — «Париж, я люблю тебя»
- Лучший российский фильм — «Остров»
- Лучший зарубежный актёр — Джонни Депп («Пираты Карибского моря: Сундук мертвеца», «Распутник», «Труп невесты»)
- Лучшая зарубежная актриса — Мерил Стрип («Дьявол носит Prada», «Компаньоны», «Гроза муравьёв»)
- Лучший российский актёр — Пётр Мамонов («Остров»)
- Лучшая российская актриса — Чулпан Хаматова («Меченосец», «Многоточие»)

### 2008
- Лучший высокобюджетный/зрелищный фильм — «300 спартанцев»
- Лучший низкобюджетный/артхаусный фильм — «Разрисованная вуаль»
- Лучший российский фильм — «День выборов»
- Лучший анимационный фильм — «Рататуй»
- Лучший зарубежный актёр — Кристиан Бейл («Поезд на Юму», «Престиж»)
- Лучшая зарубежная актриса — Кейт Бланшетт («Золотой век», «Скандальный дневник», «Типа крутые легавые»)
- Лучший российский актёр — Андрей Краско («Я остаюсь», «Любовь-морковь», «Одна любовь на миллион»)
- Лучшая российская актриса — Рената Литвинова («Жестокость», «Два в одном»)

### 2009
- Лучший высокобюджетный/зрелищный фильм — «Тёмный рыцарь»
- Лучший низкобюджетный/артхаусный фильм — «Залечь на дно в Брюгге»
- Лучший российский фильм — «Стиляги»
- Лучший анимационный фильм — «ВАЛЛ-И»
- Лучший зарубежный актёр — Хит Леджер («Тёмный рыцарь»)
- Лучшая зарубежная актриса — Мерил Стрип («Мамма миа!»)
- Лучший российский актёр — Сергей Гармаш («Стиляги», «Папа напрокат», «Холодное солнце», «Морфий»)
- Лучшая российская актриса — Чулпан Хаматова («Бумажный солдат», «Домовой»)
- Самый обсуждаемый фильм в рунете — Обитаемый остров
- Просто самый лучший — Джонни Депп («Суини Тодд, демон-парикмахер с Флит-стрит»)

### 2010
- Лучший зарубежный экшн — «Аватар»
- Лучшая зарубежная комедия — «Мальчишник в Вегасе»
- Лучшая зарубежная драма — «Сумерки. Сага. Новолуние»
- Лучший российский экшн — «На игре»
- Лучшая российская комедия — «Каникулы строгого режима»
- Лучшая российская драма — «Царь»
- Лучший анимационный фильм — «Ледниковый период 3: Эра динозавров»
- Лучший зарубежный актёр — Роберт Паттинсон («Сумерки. Сага. Новолуние», «Переходный возраст», «Отголоски прошлого»)
- Лучшая зарубежная актриса — Кристен Стюарт («Сумерки. Сага. Новолуние»)
- Лучший российский актёр — Олег Янковский («Царь», «Анна Каренина»)
- Лучшая российская актриса — Екатерина Гусева («Человек, который знал всё»)

### 2011
- Лучший зарубежный экшн — «Начало»
- Лучшая зарубежная комедия — «Пипец»
- Лучшая зарубежная драма — «Остров проклятых»
- Лучший российский экшн — «Брестская крепость»
- Лучшая российская комедия — «О чем говорят мужчины»
- Лучшая российская драма — «Брестская крепость»
- Лучший анимационный фильм — Как приручить дракона
- Лучший зарубежный актёр — Леонардо Ди Каприо («Начало», «Остров проклятых»)
- Лучшая зарубежная актриса — Натали Портман («Братья», «Любовь и прочие обстоятельства»)
- Лучший российский актёр — Леонид Барац («О чем говорят мужчины»)
- Лучшая российская актриса — Нонна Гришаева («На измене», «О чем говорят мужчины»)
- Лучший фильм в переводе Гоблина — «Пипец»

### 2012
- Лучший зарубежный экшн — «Шерлок Холмс: Игра теней»
- Лучшая зарубежная комедия — «Секс по дружбе»
- Лучшая зарубежная драма — «Король говорит!»
- Лучший российский экшн — «Ёлки 2»
- Лучшая российская комедия — «О чём ещё говорят мужчины»
- Лучшая российская драма — «Высоцкий. Спасибо, что живой»
- Лучший анимационный фильм — «Кот в сапогах»
- Лучший зарубежный актёр — Роберт Дауни-младший («Шерлок Холмс: Игра теней»)
- Лучшая зарубежная актриса — Натали Портман («Чёрный лебедь», «Тор», «Храбрые перцем», «Больше, чем секс»)
- Лучший российский актёр — Иван Охлобыстин («Generation П», «Суперменеджер, или Мотыга судьбы», «Служебный роман. Наше время», «Поцелуй сквозь стену»)
- Лучшая российская актриса — Светлана Ходченкова («Шпион, выйди вон!», «Служебный роман. Наше время», «Беременный», «Пять невест»)

### 2013
- Лучший зарубежный экшн — «Мстители»
- Лучшая зарубежная комедия — «1+1»
- Лучшая зарубежная драма — «1+1»
- Лучший российский экшн — «Август. Восьмого»
- Лучшая российская комедия — «8 первых свиданий»
- Лучшая российская драма — «Духless»
- Лучший анимационный фильм — «Мадагаскар 3»
- Лучший зарубежный актёр — Роберт Дауни-младший («Мстители»)
- Лучшая зарубежная актриса — Дженнифер Лоуренс («Голодные игры», «Дом в конце улицы», «Мой парень — псих», «Зимняя кость»)
- Лучший российский актёр — Иван Охлобыстин («Мой парень — ангел»), («Соловей-Разбойник»)
- Лучшая российская актриса — Кристина Асмус («Zолушка»)
- Специальный приз «Настоящее кино» от сайта Filmz.ru — «Жить»

### 2014
- Лучший зарубежный экшн года — «Хоббит: Пустошь Смауга»
- Лучший российский экшн года — «Легенда № 17»
- Лучшая зарубежная комедия года — «Мы — Миллеры»
- Лучшая российская комедия года — «Ёлки 3»
- Лучшая зарубежная драма года — «Великий Гэтсби»
- Лучшая российская драма года — «Легенда № 17»
- Лучший анимационный фильм года — «Холодное сердце»
- Лучший зарубежный актер года — Леонардо Ди Каприо
- Лучшая зарубежная актриса года — Дженнифер Лоуренс
- Лучший российский актер года — Данила Козловский
- Лучшая российская актриса года — Светлана Ходченкова
- Лучший зарубежный актер десятилетия — Леонардо Ди Каприо
- Лучшая зарубежная актриса десятилетия — Хелена Бонэм Картер
- Лучший российский актер десятилетия — Константин Хабенский
- Лучшая российская актриса десятилетия — Светлана Ходченкова
- Лучший зарубежный герой года — Мартин Фриман («Хоббит: Пустошь Смауга»)
- Лучший зарубежный злодей года — Том Хиддлстон («Тор 2: Царство тьмы»)
- Лучший российский герой года — Данила Козловский («Легенда № 17»)
- Лучший российский злодей года — Владимир Меньшов («Легенда № 17»)

### 2015
- Лучший зарубежный экшн — «Хоббит: Битва пяти воинств»
- Лучшая зарубежная комедия — «Отель „Гранд Будапешт“»
- Лучшая зарубежная драма — «Интерстеллар»
- Лучший российский экшн — «Вий»
- Лучшая российская комедия — «Кухня в Париже»
- Лучшая российская драма — «Дурак»
- Лучший анимационный фильм — «Как приручить дракона 2»
- Лучший зарубежный сериал (драма) — «Шерлок»
- Лучший зарубежный сериал (комедия) — «Теория Большого взрыва»
- Лучший российский сериал (драма) — «Мажор»
- Лучший российский сериал (комедия) — «Физрук»
- Лучший зарубежный актёр — Мэтью Макконахи («Волк с Уолл-Стрит», «Далласский клуб покупателей», «Интерстеллар», «Настоящий детектив»)
- Лучшая зарубежная актриса — Скарлетт Йоханссон («Люси», «Она», «Первый мститель: Другая война», «Побудь в моей шкуре», «Повар на колёсах»)
- Лучший российский актёр — Дмитрий Нагиев («Кухня в Париже», «Физрук», «Кухня»)
- Лучшая российская актриса — Светлана Ходченкова («Авантюристы», «Василиса», «Дневник мамы первоклассника», «Куприн», «Любит не любит», «Любовь в большом городе 3»)
- Лучший зарубежный герой — Шерлок Холмс (Бенедикт Камбербэтч)
- Лучший зарубежный злодей — Малефисента (Анджелина Джоли)
- Лучший российский герой — Игорь Соколовский (Павел Прилучный, «Мажор»)
- Лучший российский злодей — Белка (Екатерина Мельник, «Физрук»)
- Специальный приз от организаторов премии — «Зимний путь»
- Специальный приз «Настоящее кино» от сайта Filmz.ru — «Стражи Галактики»

### 2016
- Зарубежный экшн года — «Безумный Макс: Дорога ярости»
- Зарубежная комедия года — «Kingsman: Секретная служба»
- Зарубежная драма года — «Марсианин»
- Российский экшн года — «Битва за Севастополь»
- Российская комедия года — «Самый лучший день»
- Российская драма года — «Левиафан»
- Анимационный фильм года — «Головоломка»
- Зарубежный сериал года (драма) — «Игра престолов»
- Зарубежный сериал года (комедия) — «Теория Большого взрыва»
- Российский сериал года (драма) — «Метод»
- Российский сериал года (комедия) — «Кухня»
- Зарубежный актёр года — Том Харди
- Зарубежная актриса года — Шарлиз Терон
- Российский актёр года — Константин Хабенский
- Российская актриса года — Светлана Ходченкова
- Зарубежный герой года — Марк Уотни (Мэтт Деймон — «Марсианин»)
- Зарубежный злодей года — Рамси Болтон (Иван Реон — «Игра престолов»)
- Российский герой года — Людмила Павличенко (Юлия Пересильд — «Битва за Севастополь»)
- Российский злодей года — мэр Вадим Шевелят (Роман Мадянов — «Левиафан»)
- Специальный приз организаторов премии — «14+»
- Специальный приз сайта Filmz.ru «За настоящее кино» — «Безумный Макс: Дорога ярости»
- Специальный приз «Самый ожидаемый фильм 2015 года по версии сайта Kinoafisha.info» — «Терминатор: Генезис»

## Рекорды
По состоянию на 2016 год.
- Фильмы-лауреаты:
  - 6 — «Легенда № 17» (из 9 номинаций);
  - 4 — «Безумный Макс: Дорога ярости» (6);
  - 3 — «Сумерки. Сага. Новолуние» (3), «Начало» (5), «О чём говорят мужчины» (3).
- Фильмы-номинанты:
  - 9 — «Легенда № 17» (при 6 премиях);
  - 7 — «Хоббит: Пустошь Смауга» (2);
  - 6 — «Тёмный рыцарь: Возрождение легенды» (0), «Джанго освобождённый» (2), «Метро» (1), «Безумный Макс: Дорога ярости» (4);
  - 5 — «Ёлки» (1), «Начало» (3), «Высоцкий. Спасибо, что живой» (1), «Ёлки 2» (1), «Голодные игры: И вспыхнет пламя» (1), «Поддубный» (0).
- Сериалы-лауреаты:
  - 3 — «Игра престолов» (из 5 номинаций; 1 награда за 2014 год, 2 — за 2016 год), «Теория Большого взрыва» (3; по 1 за 2014—2016 гг.), «Физрук» (4; все награды за 2015 год).
- Сериалы-номинанты:
  - 8 — «Кухня» (2 премии; 2 номинации за 2014 год, 4 — за 2015 год, 2 — за 2016 год).
  - 5 — «Игра престолов» (3; 1 — 2014, 2 — 2015, 2 — 2016), «Интерны» (2; 4 — 2014, 1 — 2015), «Куприн» (1; 5 — 2015).

Актеры, получавшие премию «Жорж» 3 раза, становятся почетными лауреатами премии, получают специальный приз и исключаются из голосования на следующие 3 года. Единственным почетным лауреатом премии «Жорж» (на 2016 год) является Джонни Депп. К нему вплотную подбираются Мэрил Стрип, Натали Портман, Роберт Дауни младший, Иван Охлобыстин и Чулпан Хаматова, получившие по 2 награды.

## Модель финансирования премии
До 2013 года существовала на личные средства организаторов.
В 2014 году официальным спонсором выступил Equus, официальный дилер Hyundai в России.